# Абу Юсуф Якуб
Абу Юсуф Якуб ібн Абд аль-Хакк (араб. أَبُو يُوسُف يَعقُوب بن عَبد الحَقّ; нар. 1212 — 20 березня 1286) — 3-й султан Марокко в 1259—1286 роках.

## Життєпис

### Війни з Альмохадами і Зайнядами
Син шейха і султана Абд аль-Хакка I. Народився 1212 року у Фесі. Вірно служив старшим братам Усману і Мухаммаду. Призначений валі (намісником) Тазу.
1259 році виступив проти свого небожа — султана Умара, якого повалив та стратив, захопивши трон. У вересні кастильське військо захопило місто Сале. Втім Абу Юсуф Якубу після 2-тижневої облоги вдалося повернути це місто під свою владу.
За цим зосередив увагу на завершення кампаній проти Альмохадів, що зберігали влади за Високим Атласом. 1262 року спробував захопити Марракеш, але облога не мала успіху. 1266 року сприяв заколоту проти альмохадського халіфа Умара аль-Муртади, після чого знову спробував захопити Марракеш, але також марно.
В цей час проти нього виступив Ягморасан ібн Заян, султан Тлемсену, якому 1268 року Абу Юсуф Якуб завдав поразки в битві біля річки Мулуя. Уклав з переможеним угоду, за якою Ібн Заян повинен був надати війська для облоги Марракешу. Вона почалася того ж року. 1269 року маринідсько-заянідське військо захопило столицю Альмохадів. Після цього Абу Юсуф Якуб прийняв почесний титул амір аль-муслімін (правитель мусульман).
Внаслідок важкої військової кампанії 1271—1272 років було підкорено берберські племена в долині Дараа і в Сіджильмасі. 1272 року здійснив новий похід проти Тлемсенського султанату, змусивши підтвердити угоду 1268 року. У 1273 році після тривалої облоги вдалося зайняти міста Танжер і Сеута, які визнавали влади Маринідів.

### Походи на Піренеї
1275 року відправив війська на допомогу Гранадському емірату відповідно до угоди 1272 року. У вересні того року союзники у битві біля Есіхи завдали тяжкої поразки кастильському війську, в жовтні було здобуто перемогу над військом під орудою Санчо II, архієпископа Толедо. Але невдовзі маринідський флот зазнав поразки в битві біля Таріфи. В цей час загони Маринідів захопили релігійний центр альмохадів — оазу Тінмель.
Абу Юсуф Якуб повернувся до Марокко. У січні 1276 року гарнадський емір Мухаммад II аль-Факіх уклав перемир'я з Кастилією. Втім султан все одно не припиняв підготовку до нової військової кампанії на Піренейському півострові.
У березні 1276 року Абу Юсуф Якуб ініціював будівництво Аль-Медінат аль-Бейда («Білого міста»), який в подальшому став відомий як Фес-аль-Джедід («Новий Фес»), на відміну від центрального Фесу (згодом відомий як Фес-аль-Балі («Старий Фес»).
У 1277 року марокканське військо знову висадилося на Піренеях, захопивши низку замків уздовж річки Гвадалквівір та сплюндрувавши околиці Севільї, Хереса і Кордови. Емір Гранади не доєднався до цього війська, оскільки султан підтримував рід Ашкілула. Втім 1278 року султан Марокко зайняв Малагу, де посадив власного намісника. У відповідь Мухаммад II, емір Гранади, спровокував напад кастильців на Альхесірас, а Заянідів з Тлемсену — на власне Марокко. Проте усі напади було відбито. Це змусило еміра доєднатися до Абу Юсуф Якуба, з яким було зайнято замок Бенамехі й оточено Кордову. Невдовзі укладено перемир'я з Кастилією.
31 січня 1279 року султан Абу Юсуф Якуб замирився з Мухаммадом II, передавши тому Малагу, отримавши натомість міста Альмуньєкар і Салобренья. За цим військо заянідів знову атакувало Марокко, а кастильський флот блокував Гібралтарську протоку, щоб завадити султану повернутися до Африки. Але 21 травня 1279 року Абу Юсуф Якуб спільно з гранадцями завдав поразки кастильцям у битві біля Альхесірасу.
Невдовзі Абу Юсуф Якуб погиркався з еміром Гранади щодо прав на Альхесірас. Тому султан відновив союз з роду Ашкілула, з яким 1280 року спробував відвоювати Малагу. Проте вдалося зайняти лише Марбелью. 1281 року було завдано поразки Заянідам у Магрибі. 1282 року султан уклав союз з Альфонсо X, королем Кастилії, проти Гранадського емірату, володар якого в свою чергу уклав союз із кастильським інфантом Санчо. 1283 року Абу Юсуф Якуб знову спробував захопити Малагу, але марно. Тому невдовзі замирився з еміром. Також було укладено мирний договір з Абу Саїд Усманом I, новим султаном Тлемсену.
У 1284 році почалося потужне повстання арабів-маавіль в долині Дараа, яке вдалося придушити лише наприкінці року. На початку 1285 року на заклик клану Ашкілул висадився на Піренеях, зайнявши місто Гуадікс. Слідом за цим було зайнято Таріфу. Потім марокканська армія взяла в облогу Херес. Загони мусульман сплюндрували землі уздовж річки Гвадалквівір до Севільї. У серпні 1285 року проти нього виступив кастильський король Санчо IV. У свою чергу Абу Юсуф Якуб зняв облогу Хереса, відступивши до Альхесірасу. Невдовзі було укладено угоду, за якою було домовлено не здійснювати нападів на землі обох володарів. Санчо IV погодився передати Абу Юсуф Якубу збірку арабських книг, які були вилучені з бібліотек Аль-Андалуса церковною владою. У свою чергу султан обіцяв кастильському королю компенсацію за розграбовану або знищену під час нападів власність кастильських підданих.
1286 року уклав мирну угоду з Гранадським еміратом, за яким Мариніди отримали піренейські міста Альхесірас, Ронда, Таріфа, Гуадікс. Натомість Абу юсуф Якуб відмовився від підтримки клану Ашкілула. Під час завершення цих перемовин султан помер в Альхесірасі. Поховано у гробниці в Шеллі. Йому спадкував син Абу Якуб Юсуф.